# خیابان سیزدهم (بروکلین)
خیابان سیزدهم (به انگلیسی: Thirteenth Avenue) یا خیابان ۱۳هم (به انگلیسی: 13th Avenue) خیابانی به طول ۴ کیلومتر است که در بخش بروکلین شهر نیویورک واقع شده‌است. یهودیان حریدی در پیرامون این خیابان زندگی می‌کنند.